# Fiordespina Lauri
Fiordespina Lauri è il personaggio principale di una novella della metà del Cinquecento circa, ambientata a Spoleto, scritta dal senese Pietro Fortini, imitatore del Decameron, vissuto tra il 1500 e il 1562.

## Dal manoscritto alla pubblicazione
La novella comparve per la prima volta nel 1794 con il titolo Come una valorosa e onesta giovine con una pietosa confessione liberò il marito dal tormento della tortura, e per quella campò la vita, in una pubblicazione intitolata Notizia de' novellieri italiani posseduti dal conte Anton Maria Borromeo gentiluomo padovano con alcune novelle inedite. Il conte ebbe modo di consultare un corposo manoscritto del Fortini, conservato dall'abate Giuseppe Ciaccheri nella biblioteca dell'università di Siena, e per la propria raccolta scelse proprio questa novella perché la ritenne l'unica scevra dalle caratteristiche boccaccesche tipiche degli scritti del Fortini, già definiti "empi e osceni" qualche anno prima da Girolamo Tiraboschi, autore della  Storia della letteratura italiana.
Fu di nuovo pubblicata da Gaetano Poggiali nel 1796 a Livorno, come Novella XIII nel primo volume di un'opera dedicata ad alcuni novellieri senesi.

## Trama
(La novella originale si può leggere in un'edizione del 1834, di pubblico dominio).
Fiordespina era la sposa innamorata di Filolauro Lauri, un giovane nobile e gentile che ricambiava teneramente l'amore della moglie. Abitavano a Spoleto, nella piazza vicina alla Rocca Albornoziana.
Si invaghì di Fiordespina il nobile Antonluigi Migliorelli il quale, sebbene da lei costantemente respinto, non perdeva occasione per insidiarla. Spiava di continuo la fanciulla per poter comparire al suo cospetto ogni volta che il marito si fosse allontanato, ma tutte queste attenzioni furono sempre senza risultato. Il Migliorelli pensò allora di liberarsi del marito per avere campo libero; fu così che una sera avvenne la tragedia. Filolauro, era uscito dopo cena con gli amici, mentre la moglie, rimasta in casa, lo aspettava cucendo. A un tratto, verso le quattro di notte, la donna sentì dalla via provenire un grido nel quale riconobbe la voce di Filolauro; corse alla finestra e vide il Migliorelli che minacciava con la spada il suo sposo. A quei tempi le donne erano solite maneggiare le armi e combattere valorosamente all'occorrenza. Fiordespina si armò di una zagaglia e si precipitò in strada appena in tempo per scorgere a terra il marito che, già ferito, stava per ricevere il colpo fatale. Senza esitare, scagliò con tutte le sue forze l'arma contro il Migliorelli e lo colpì mortalmente al petto. Recuperata in fretta la zagaglia, rientrò a casa per rimetterla a posto, poi uscì di nuovo in soccorso del marito. Il vivo venne portato in casa per essere curato, il morto rimase fuori riverso in terra.
Il mattino dopo, non riuscendosi a capire la dinamica dell'omicidio, data la mancanza di armi sul morto e d'intorno, il governatore fece arrestare lei e il marito e li fece condurre alla Rocca. Fiordespina subì la tortura della corda, ma, resistendovi con grande coraggio, negò ogni responsabilità e fu quindi rilasciata. Solo quando sentì che Filolauro veniva sottoposto allo stesso supplizio, non potendo tollerare le sofferenze dell'amato, confessò che lei, lei sola era colpevole del delitto, messo in atto per salvare la vita del marito. 
La gente di Spoleto cominciò ad affluire alla Rocca invocando la grazia e la liberazione di Fiordespina; c’era il rischio di una sommossa popolare, ma, per fortuna, lo stesso padre del giovane ucciso si recò dal governatore, riconobbe le colpe del figlio e perdonò Fiordespina che poté tornare a casa con il proprio sposo.

## Fortuna letteraria a Spoleto
Nella tradizione orale spoletina, l'invenzione narrativa e la storia locale si fusero tanto da rimandare ai giorni nostri l'immagine di un'eroina sospesa tra cronaca e romanzo.
Alla diffusione del mito popolare della coraggiosa Fiordespina e degli alti valori che ne avevano guidato la vita, contribuì, intorno al 1883, lo scrittore spoletino Elpidio Cruciani (28 maggio 1834 - forse dopo il 1897?) che dalla novella trasse il dramma Fiordespina Lauri, dramma in quattro atti, scene storiche spoletine del secolo XVI.
Il Cruciani credeva nel potenziale educativo laico della letteratura popolare di cui era ricca la provincia italiana nella seconda metà dell'Ottocento; a suo parere, Fiordespina rappresentava un modello morale esemplare per le nuove generazioni, al di fuori dei percorsi didattici tradizionali ispirati a una pedagogia gesuitica o bigotta. Egli stesso, sull'esempio del Manzoni, per promuovere l'emancipazione culturale e sociale di nuovi cittadini attraverso la narrazione romanzata di memorie municipali, fu autore di poesie, romanzi, racconti, critiche teatrali, composizioni letterarie e musicali, ambientati nel territorio umbro-meridionale.
Il dramma fu rappresentato al teatro Caio Melisso il 17 settembre 1885. Il manoscritto è conservato presso l'Archivio di Stato di Spoleto, nel Fondo Giuseppe Sordini.

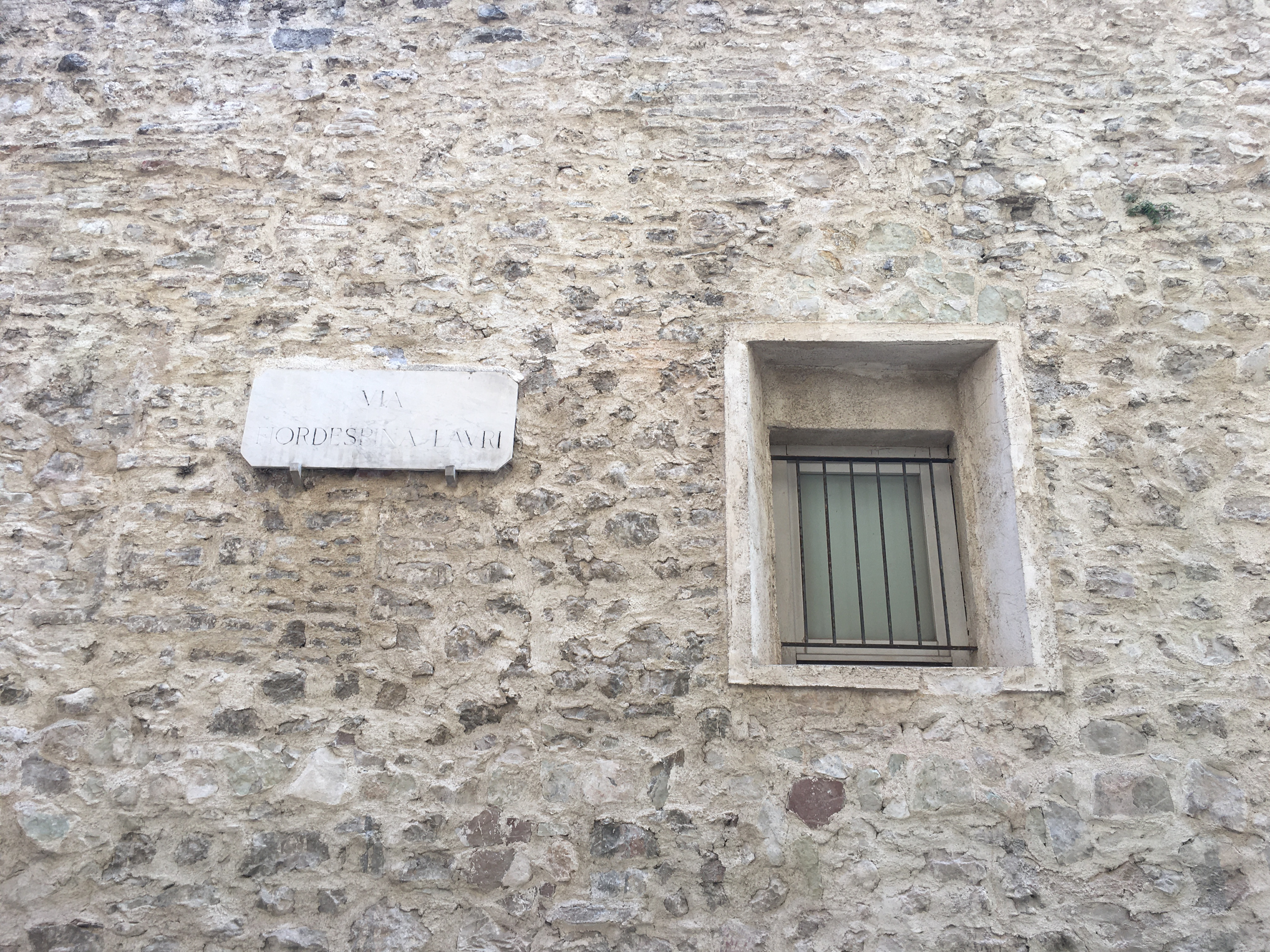
Via Fiordespina Lauri, Spoleto

### Intitolazioni
Achille Sansi, incaricato di riordinare la toponomastica di Spoleto, pensò a Fiordespina Lauri come modello di fedeltà coniugale e le intitolò la via che su tre lati gira intorno al seicentesco palazzo Mauri, oggi sede della Biblioteca comunale Giosuè Carducci. La via si conclude con l'incompiuto Palazzo Lauri del cinquecento, edificio effettivamente appartenuto alla nobile famiglia Lauri di Spoleto, menzionata nella novella.

### Prime edizioni
- Notizia de' novellieri italiani posseduti dal conte Anton Maria Borromeo, Bassano, 1794. URL consultato il 25 agosto 2016.
- Gaetano Poggiali (a cura di), Novellatori senesi, Livorno, Tommaso Masi e Compagni, 1796.
- Novelle di autori senesi, in Raccolta di novellieri italiani, Milano, per Giovanni Silvestri, 1815,  pp. V e 355. URL consultato il 25 agosto 2016.
- Novelle di autori senesi, in Raccolta di novellieri italiani, Firenze, Tipografia Borghi e Compagnia, 1834,  p. 1183. URL consultato il 25 agosto 2016.
- (EN) Thomas Roscoe (a cura di), Pietro Fortini. Novella XIII, in The Italian novelists: selected from the most approved authors in that language, vol. 2, Londra, Printed for W. Simpkin and R. Marshall, 1836,  p. 186. URL consultato il 25 agosto 2016.
- (EN) World's Great Romances, New York, Walter J. Black, 1929,  pp. 252-256.